# Dora Heldt: Wind aus West mit starken Böen
Wind aus West mit starken Böen ist eine deutsche Filmkomödie von Dirk Regel aus dem Jahr 2016. Es handelt sich um die achte und letzte Verfilmung der Dora Heldt-Reihe. Die einzelnen Filme basieren auf den gleichnamigen Romanen. Der Fernsehfilm mit Ann-Kathrin Kramer, Rhea Harder-Vennewald, Hannes Jaenicke und Sky du Mont in den Hauptrollen wurde erstmals am 8. Mai 2016 im ZDF-Herzkino gezeigt.

## Handlung
Katharina Johanson arbeitet als Rechercheurin in Hamburg. Die Beziehung zu ihrem Freund Jens ist irgendwie schräg und passt so gar nicht zu ihrem perfektionistischen Naturell. Ihre jüngere Schwester Inken ist das genaue Gegenteil von ihr. Sie lebt immer noch auf Sylt und ist eine ausgewachsene Chaotin. Sie hat Schulden, aber das scheint ihr egal zu sein. Offene Rechnungen und Mahnungen sammelt sie in einer Schublade.
Als der Bestsellerautor Bastian de Jong über Katharinas Agentur eine Anfrage für eine Recherche für seinen nächsten Roman auf Sylt macht, will Katharinas Chef, dass sie dies übernimmt. Sie lehnt jedoch zunächst ab, denn zurück nach Sylt will sie nie mehr in ihrem Leben. Doch das Verhalten ihres Freundes Jens bringt sie dazu, ihre Entscheidung zu überdenken. Also nimmt sie den Auftrag an. Als Inken erfährt, dass Katharina kommt, verfällt sie in Panik und beginnt, ihr Chaos zu Hause aufzuräumen. Denn ihre perfekte Schwester soll nicht sehen wie sie haust. Kaum angekommen, erfährt Katharina von den finanziellen Problemen ihrer Schwester.
Autor de Jong taucht kurze Zeit später selbst auf Sylt auf, er gibt ihr mit seinem seltsamen Verhalten Rätsel auf. An der Rezeption des Hotels trifft Katharina dann zufällig auf Hennes, ihre große Liebe von früher. In Panik behauptet sie, dass sie soeben aus dem Hotel auschecken will. De Jong bekommt die Geschichte mit und versucht sie zu überzeugen, zu bleiben. Doch Katharina packt ihre Sachen und zieht zu ihrer Schwester. Bei ihrer Recherche trifft sie im Dorfmuseum auf Martha Jendrysciak, Spitzname „Doktor Martha“, ihre Lehrerin von früher. Sie erzählt ihr, dass sie auf der Suche zu Informationen über einige Bilder sei, die der Maler, über den de Jong das Buch schreiben will, früher von seiner Muse gemalt habe.
Hennes besucht Inken und versucht über sie wieder an Katharina heranzukommen, sie lässt ihn aber auflaufen. De Jong ist unzufrieden mit Katharina, weil sie noch keine Resultate vorweisen kann, Katharina streitet daraufhin mit Inken, auch weil sie immer noch eine Chaotin ist. Als sie dann noch auf Hennes trifft, bekommt er auch noch sein Fett ab, weil sie ihm an allem die Schuld gibt. Hennes trifft Doktor Martha und spricht mit ihr über frühere Zeiten. Sie bestärkt ihn, nicht aufzugeben. Katharina findet zufällig die Rechnungen ihrer Schwester und deckt sie mit Vorwürfen ein. Inken ist verzweifelt, weil sie das Gefühl hat, dass sie neben ihrer perfekten Schwester sowieso nicht bestehen kann.
Doktor Martha lädt Katharina zum Abendessen ein, verschweigt ihr aber, dass sie Hennes auch eingeladen hat. Der Abend verläuft feuchtfröhlich, da weder Katharina noch Hennes noch fahrtauglich sind, übernachten sie im Gästezimmer und schlafen miteinander. Am nächsten Morgen verschwindet sie, bevor Hennes wach ist. Als sie danach miteinander telefonieren, erklärt sie ihm, dass sie lediglich wolle, dass sie gute Freunde bleiben. Danach macht sie sich mit de Jong auf Spurensuche in einem Lokal. Martha und Hennes tauchen auch auf, so machen sie zu viert ein Picknick in den Dünen. Katharina spricht sich mit Hennes aus, daraufhin verlässt sie total verwirrt die Insel, weil sie beginnt daran zu zweifeln, ob sie wirklich so perfekt ist. 
Zurück in Hamburg gesteht sie Jens den Seitensprung, sie trennen sich daraufhin. Als sie ein Bild studiert, das sie in den Dünen gemacht hat, stellt sie erstaunt fest, dass Doktor Martha die Muse des Malers gewesen sein muss. Sie kehrt zurück nach Sylt um de Jong die Neuigkeiten zu erzählen. Danach hilft sie ihrer Schwester bei deren finanziellen Problemen. Als sie sich dann auf die Suche nach Hennes macht, ist er kurz zuvor aus dem Hotel abgereist, hat ihr aber einen Brief hinterlassen. Während sie ihn noch liest, taucht er hinter ihr auf, weil er unbedingt wissen wollte, ob Katharina noch lernfähig ist.
De Jong, der sich am Anfang einer Alzheimer-Erkrankung befindet, ist bei Doktor Martha geblieben und Katharina bei Hennes. Katharina hat de Jong zudem dabei unterstützt sein Buch „Lebenslinie – Die Muse des Malers“ zu vollenden.

## Dreharbeiten
Der Film wurde vom 16. Oktober bis zum 13. November 2015 auf Sylt und in Hamburg gedreht.

## Rezeption

### Einschaltquote
Die Erstausstrahlung am 8. Mai 2016 im ZDF wurde von 3,90 Millionen Zuschauern gesehen. Dies entspricht einem Marktanteil von 11,4 Prozent.

### Kritiken
Tilmann P. Gangloff von tittelbach.tv zieht folgendes Urteil zu diesem Film: „Einerseits ist „Wind aus West mit starken Böen“ von Dirk Regel und Carolin Hecht eine unterhaltsame und vergnügliche Verfilmung des gleichnamigen Romans von Dora Heldt.“ und „Andererseits verrät der Film die Lösung des Rätsels unfreiwillig früh, was den Reiz ein wenig trübt. Die im Detail präzise erzählte Liebeskomödie ist die bislang beste Dora-Heldt-Verfilmung.“
Die Redaktion des Magazins TV Spielfilm gab dem Film für Humor und Spannung je einen von drei möglichen Punkten, zeigte mit dem Daumen zur Seite und zog das Fazit: „Wie sanftes Meeresrauschen: einlullend“. Der Kritiker bezog sich auf einen Satz des Films, den die eine Schwester der anderen gibt: „Mach dich doch mal locker“ und meinte, das sei ein guter Rat, denn so könne man „angesichts des seichten Liebestrubels noch viel schneller einnicken“.